# ろまん亭
有限会社ろまん亭（ろまんてい）は北海道の菓子店。札幌市内には本社をあわせて8店舗、1号店は札幌市の澄川。また、全国の物産展にも出店している。商品はケーキや焼き菓子等。また、カフェも営業する。チョコモンブランの元祖の店である。

## 沿革
- 1988年 -「デセール・ド・ロマン ろまん亭」を北海道札幌市南区の澄川で創業[1][2]
- 1991年 - 有限会社ろまん亭設立
- 1998年 - 「カフェ・ド・ロマン ろまん亭」オープン
- 2000年 - チョコモンブラン誕生
- 2010年 - 千葉県鎌ヶ谷市に関連会社の株式会社ちょこれーと工房が「ショコラティエろまん亭」を開業
- 2015年 - 「カフェ・ド・ロマン ろまん亭」をリニューアル。関連会社のロマントラスト合同会社が「Cafe de ROMAN」としてオープン。同年関連会社・合同会社佐孝が澄川に「ろまん亭スミカフェ」をオープン

## 主な商品
商品はケーキ類だけではなく焼き菓子やチョコレート、ギフト等も販売している。
- 生チョコモンブラン[3]
- ほたるまんじゅう
- 藻岩の葉

## カフェ・ド・ロマン ろまん亭（藻岩店）
北海道の藻岩にあるカフェ。販売だけではなくカフェスペースやテラス等もあり、ろまん亭のスイーツやフード等も提供している。他の店舗とは違いカフェ要素の方が強い店舗になっている。
沿革
- 1998年 - ろまん亭の2号店としてオープン
- 2013年 - 建物の老朽化で閉店
- 2015年 - 「カフェ・ド・ロマン藻岩店」でリニューアルオープン